# Шелгунов Микола Васильович
Шелгунов Микола Васильович (22 листопада [4 грудня] 1824, Санкт-Петербург — 12 [24] квітня 1891, Санкт-Петербург) — російський публіцист і літературний критик, вчений-лісівник, учасник революційно-демократичного руху 1850-1860-х років.
Після смерті батька Миколу віддали в Олександрівський кадетський корпус для малолітніх, де він пробув до десятирічного віку. У 1833 році почав навчатися в Лісовому інституті, куди приймали дітей у віці від 10 до 14 років.

У 1837 році навчальний заклад був перетворений в військово-навчальний. Закінчивши курс по першому розряду з чином підпоручика і званням лісового таксатора, Шелгунов надійшов на службу в лісовий департамент.
У 1849 році був посланий у Симбірську губернію для розбудови лісової дачі і був залишений при губернському управлінні казенними землями  в Самарі. Шелгунов зійшовся тут з П. П. Пекарським. У Самарі Шелгунов бував на вечорах, грав в аматорських концертах на скрипці і корнеті, навіть диригував аматорським оркестром і писав легкі музичні п'єси (пристрасть до музики успадкував від батька). В цей же час працював над книгою з історії російського лісового законодавства.
Після Кримської кампанії йому запропонували місце вченого лісничого в Лисинському навчальному лісництві (біля С-Перербургу), і Шелгунов виклопотав собі відрядження за кордон (в 1856 році).

У Емсі Шелгунов познайомився з доктором Ловцовим, який привернув його увагу до творів Герцена.